# Woodsia gracilis
Woodsia gracilis är en hällebräkenväxtart som först beskrevs av Lawson, och fick sitt nu gällande namn av Frederick King Butters. Woodsia gracilis ingår i släktet Woodsia och familjen Woodsiaceae. Inga underarter finns listade.